# Gesher
Gesher (Hebreeuws: גשר, betekenis: brug) is een kibboets van de regionale raad van Beit She'an vallei.